# Castelnaudia
Castelnaudia is een geslacht van kevers uit de familie van de loopkevers (Carabidae). De wetenschappelijke naam van het geslacht is voor het eerst geldig gepubliceerd in 1890 door Tschitscherine.

## Soorten
Het geslacht Castelnaudia omvat de volgende soorten:
- Castelnaudia cordata (Chaudoir, 1865)
- Castelnaudia cyanea (Castelnau, 1840)
- Castelnaudia cyaneotincta (Boisduval, 1835)
- Castelnaudia eungella (Darlington, 1962)
- Castelnaudia hecate (Tschitsch&#233;rine, 1901)
- Castelnaudia kirrama (Darlington, 1962)
- Castelnaudia marginifera (Chaudoir, 1865)
- Castelnaudia mixta (Darlington, 1962)
- Castelnaudia obscuripennis (Macleay, 1887)
- Castelnaudia porphyriaca (Sloane, 1900)
- Castelnaudia queenslandica (Csiki, 1930)
- Castelnaudia septemcostata Chaudoir, 1874
- Castelnaudia setosiceps (Sloane, 1923)
- Castelnaudia spec (Darlington, 1962)
- Castelnaudia speciosa Sloane, 1911
- Castelnaudia superba (Castelnau, 1867)
- Castelnaudia wilsoni (Castelnau, 1867)